# 長谷川敬三
長谷川 敬三（はせがわ けいぞう、1922年7月17日 - 1999年5月6日）は、日本の陸上競技選手。
1952年ヘルシンキオリンピックで男子三段跳に出場した。1948年に日本陸上競技選手権大会男子三段跳で優勝した。 